# سیارک ۱۱۳۲۴
سیارک ۱۱۳۲۴ (به انگلیسی: 11324 Hayamizu، نامگذاری:1995QQ3) یازده هزار و سیصد و بیست و چهارمین سیارک کشف شده‌است که در ۳۰ اوت ۱۹۹۵ کشف شد.
قدر مطلق سیارک برابر ۱۸.۶ است.